# Bruno Araújo (wielrenner)
Bruno César do Amaral Araújo (Luanda, 7 januari 1998) is een Angolees wielrenner die tussen 2019 en 2023 reed voor BAI-Sicasal-Petro de Luanda.

## Carrière
In februari 2016 werd Araújo zevende in de tijdrit voor junioren op de Afrikaanse kampioenschappen. Twee dagen later werd hij vijfde in de door Hamza Mansouri gewonnen wegwedstrijd. Een jaar later werd hij nationaal kampioen op de weg bij de eliterenners, waarmee hij Dário António opvolgde op de erelijst.
In 2019 werd Araújo voor de tweede maal in zijn carrière nationaal kampioen op de weg. In oktober van dat jaar won hij, samen met zijn ploeggenoten, de openingsploegentijdrit in de Ronde van Burkina Faso. Doordat Araújo als eerste over de streep kwam mocht hij de volgende dag starten in de leiderstrui.

## Overwinningen
2017
 Angolees kampioen op de weg, Elite
2019
 Angolees kampioen op de weg, Elite
1e etappe Ronde van Burkina Faso (ploegentijdrit)
Jongerenklassement Ronde van Burkina Faso
2022
 Angolees kampioen op de weg, Elite

## Ploegen
- 2019 –  BAI-Sicasal-Petro de Luanda
- 2020 –  BAI-Sicasal-Petro de Luanda
- 2022 –  BAI-Sicasal-Petro de Luandav
- 2023 –  BAI-Sicasal-Petro de Luanda

André · António · B. Araújo · C. Araújo · Carvalho · Chiquito · Cole · De Almeida · Isidoro · Nzamba · Rugg · Silva · Tuto · Zacarias · Duarte (stagiair)